# Miroslav Rypl
Pour les articles homonymes, voir Rypl.
Miroslav Rypl, né le 17 mars 1992 à Vimperk, est un fondeur tchèque.

## Biographie
Membre du club Dukla Liberec, Rypl participe à la Coupe slave à partir de la saison 2008-2009, compétition où il monte sur son premier podium en 2011. En 2011, il est appelé poir les Championnats du monde junior à Otepää.
En janvier 2013, il est convié pour le sprint classique de Liberec, comptant pour la Coupe du monde. En 2014, aux Championnats du monde des moins de 23 ans, il signe son meilleur résultat à ce niveau, avec le 22e rang à l'issue du skiathlon.
En 2017, il décroche une médaille de bronze en relais à l'Universiade à Almaty, puis se rend aux Championnats du monde à Lahti (49e sur le quinze kilomètres).
Après avoir enregistré son meilleur résultat dans la Coupe du monde en janvier 2018 au quinze kilomètres classique de Planica (31e), il est sélectionné pour les Jeux olympiques de Pyeongchang, prenant aux deux courses individuelles en style classique, avec les résultats suivants : 55e sur le sprint et abandon sur le cinquante kilomètres. Il court également les Championnats du monde 2019 à Seefeld. En 2020, il remporte le titre national sur la poursuite (15 km).
Lors de la saison 2020-2021, il arpente le circuit des courses de longue distance de la Worldloppet.
Son père Vladimír est le frère de l'entraîneur de la fondeuse Kateřina Neumannová et sa mère a aussi été fondeuse
.

## Palmarès

### Jeux olympiques
| Épreuve / Édition | Épreuve / Édition | Pyeongchang 2018 |
| Sprint classique  | Sprint classique  | 55e              |
| 50 km classique   | 50 km classique   | Abandon          |

### Championnats du monde
| Épreuve / Édition     | Sprint | Sprint                           | 15 km                            | 15 km     | Poursuite (skiathlon) 2 × 15 km | 50 km | Relais | Relais    |
| Épreuve / Édition     | libre  | classique                        | libre                            | classique | Poursuite (skiathlon) 2 × 15 km | 50 km | Sprint | 4 × 10 km |
| Mondiaux 2017 Lahti   | —      | Épreuve inexistante à cette date | Épreuve inexistante à cette date | 49e       | LAP                             | -     | —      | —         |
| Mondiaux 2019 Seefeld | —      | Épreuve inexistante à cette date | Épreuve inexistante à cette date | 42e       | -                               | DNS   | 15e    | 11e       |

Légende :
- : pas d'épreuve
- — : Non disputée par Rypl
- LAP : a pris un tour de retard

### Universiades
- Almaty 2017 :
  -  Médaille de bronze sur le relais.